# Meranija
Meranija je povijesni naziv regije u Hrvatskoj koja se nalazi na istarskom poluotoku. Proteže se od Rijeke do Plomina (područje grada Labina). Spominje se u nekoliko povijesnih dokumenata. Konstantin Porfirogenet je zapisao da je pripadala Hrvatskom Kraljevstvu. Al-Idrisi zabilježio je 1153. da je Lovran posljednje primorsko mjesto Akvilejskoga patrijarhata, a Bakar prvo mjesto Hrvatskoga Kraljevstva. Nije izvjesno dokad je bila dijelom Hrvatskog Kraljevstva, pa je znanstvena zajednica podvojena. Jedno mišljenje je da je to do 1260-ih kad je istarski i kranjski markgrof Ulrik II. Weimar-Orlamünde osvojio ove krajeve. Drugi smatraju da je Meranija bila u Hrvatskom Kraljevstvu do 1116. kad je prešla u posjed akvilejskih patrijarha.
U 12. se stoljeću prvi put javlja pojam Meranskog Vojvodstva (ducatus Meranie). Naslovom gospodara Meranije kitili su se grofovi iz kuće Dachau, ali i iz kuće Andechs (Andechs-Meranski). Konrad II. Dachau nosi naslov vojvode Meranije, Dalmacije i Hrvatske, a u isto vrijeme i grof iz kuće Andechs. Vjerojatno je da su ti naslovi bili samo prazni naslovi. Meranijom vladaju gospodari iz kuće Devinskih, ali nije poznato kad su i kako dobili taj kraj u posjed. U međuvremenu nadležnost puljskih biskupa širi se na Meraniju, ali dokumenti ne kazuju jednoznačno kako je do tog došlo. Nakon smrti Huga IX. Devinskoga 1399. je Meranija koju su činili Rijeka, Kastav, Veprinac, Lovran, Mošćenice i Brseč prešla u posjed obitelji Walsee. Habsburgovci vladaju ovim krajem od 1465. godine.